# Cratere Vyāsa
Vyāsa  è un cratere sulla superficie di Mercurio.